# Margouët-Meymes
Margouët-Meymes település Franciaországban, Gers megyében. Lakosainak száma 159 fő (2022. január 1.). Margouët-Meymes Aignan, Avéron-Bergelle, Castillon-Debats, Dému, Lupiac és Séailles községekkel határos.

## Népesség
A település népességének változása:
| Lakosok száma | 302  | 207  | 173  | 192  | 195  | 198  | 176  | 165  | 157  | 159  |
|               | 1968 | 1982 | 1999 | 2006 | 2011 | 2015 | 2017 | 2018 | 2020 | 2022 |